# الدوري البلغاري الممتاز 1976-77
الدوري البلغاري الممتاز 1976-77 (بالبلغارية: „А“ група 1976/77)‏ هو الموسم 53 من الدوري البلغاري الممتاز. أشرف على تنظيمه اتحاد بلغاريا لكرة القدم، وكان عدد الأندية المشاركة فيه 16، وفاز فيه ليفسكي صوفيا.